# Josef Born
Josef Born (* 6. November 1904 in Namborn; † 14. April 1987) war ein saarländischer Politiker (Kommunistische Partei/Deutsche Friedens-Union).
Born war Bergmann von Beruf. Er engagierte sich in der Kommunistischen Partei des Saarlandes, für die er von 1952 bis 1955 dem Landtag des Saarlandes angehörte. Nach dem Beitritt des Saarlandes zur Bundesrepublik Deutschland 1957 und dem damit verbundenen Verbot der KPS trat er der Deutschen Friedens-Union bei, für die er bei der Bundestagswahl 1961 erfolglos kandidierte.
Josef Born war verheiratet mit Waltraud Born, geb. Göttel. Aus ihrer Ehe entstammt ein Sohn Jürgen Born.